# Santo Antônio do Retiro (kommun)
Santo Antônio do Retiro är en kommun i Brasilien.   Den ligger i delstaten Minas Gerais, i den östra delen av landet, 600 km öster om huvudstaden Brasília. Antalet invånare är 6 938.
Följande samhällen finns i Santo Antônio do Retiro:
- Santo Antônio do Retiro

I omgivningarna runt Santo Antônio do Retiro växer huvudsakligen savannskog. Runt Santo Antônio do Retiro är det glesbefolkat, med 8 invånare per kvadratkilometer.